# Karl May (Bildhauer)
Karl May (* 31. Januar 1884 in Frauenaurach; † 29. Januar 1961 in München) war ein fränkischer Bildhauer, Maler und Zeichner.

## Leben
May war der zweite Sohn einer Steinhauerfamilie. Er besuchte die Volksschule. Da die Eltern keine höhere Ausbildung finanzieren konnten, lernte er anschließend Steinbildhauer bei einem Grabsteinmetz in seiner Heimatstadt. 1907 ging er nach Bamberg, 1908 nach München, lernte an der dortigen Bildhauerschule bei Bernauer. Danach studierte er an der Königlichen Akademie der Bildenden Künste.
Ab 1919 arbeitete er als freischaffender Künstler in Gern bei München und in Frauenaurach. Viele seiner bildhauerischen Werke befinden sich in der Umgebung von Erlangen, darunter Kriegerdenkmäler in Baiersdorf, Bruck, Eltersdorf, Frauenaurach, Hüttendorf und Möhrendorf.
Zum 1. Mai 1933 trat er der NSDAP bei (Mitgliedsnummer 3.207.687).
In Erlangen wurde 1972 eine Straße im Stadtteil Frauenaurach-Süd nach ihm benannt.

## Bildergalerie

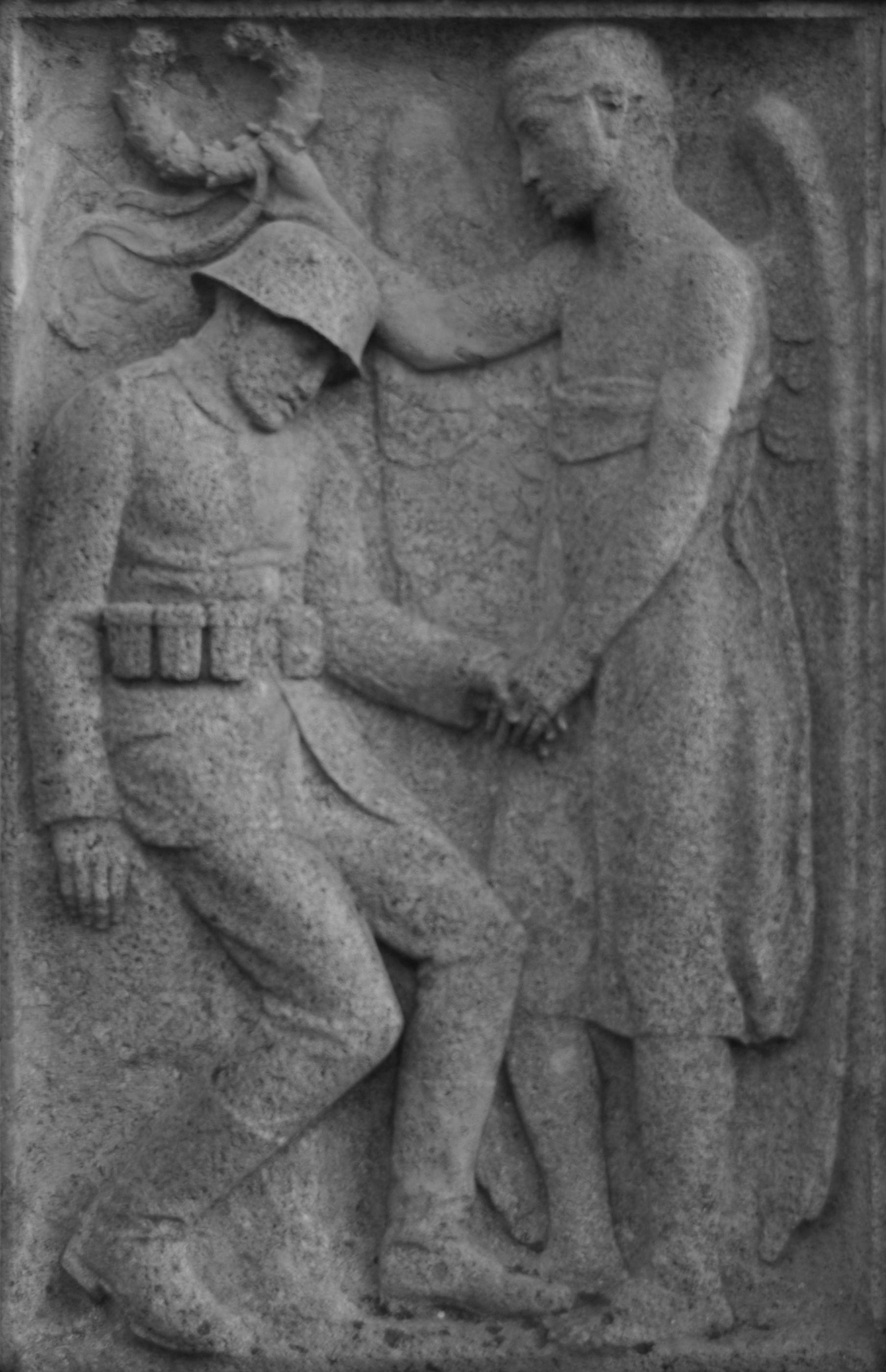
Kriegerdenkmal in Hüttendorf
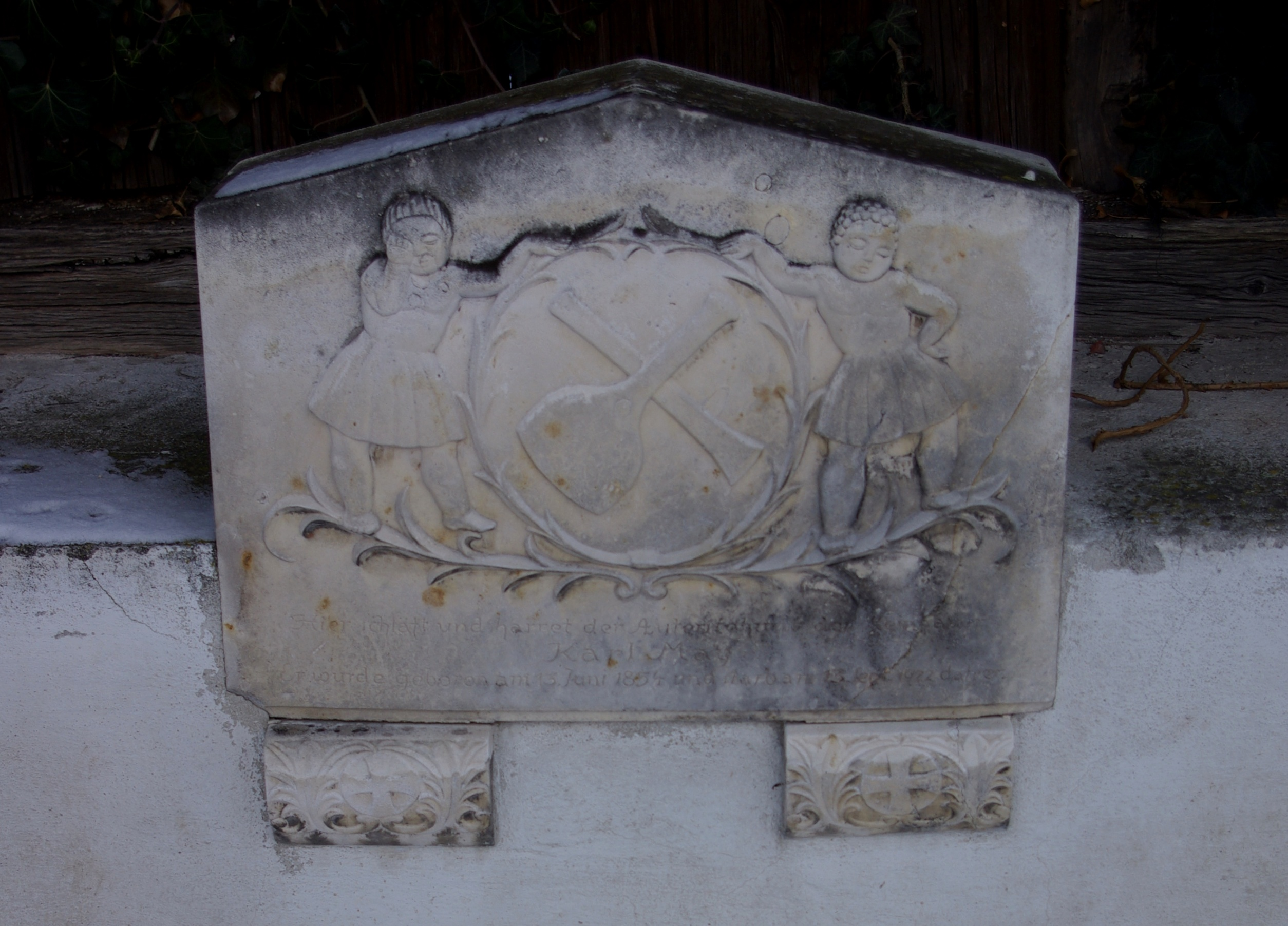
Grabstein für seinen Vater in Frauenaurach (1922)
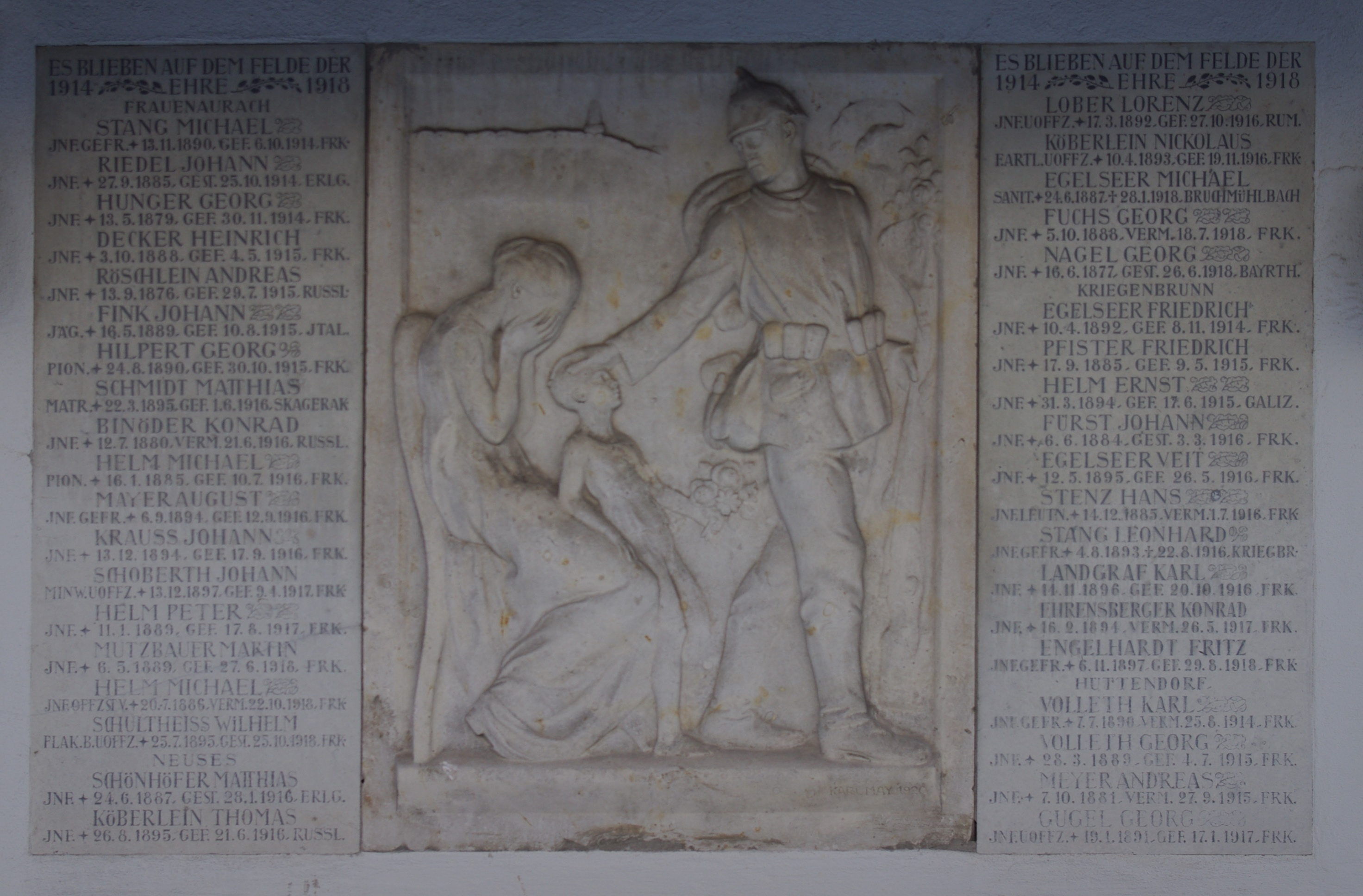
Kriegerdenkmal in Frauenaurach
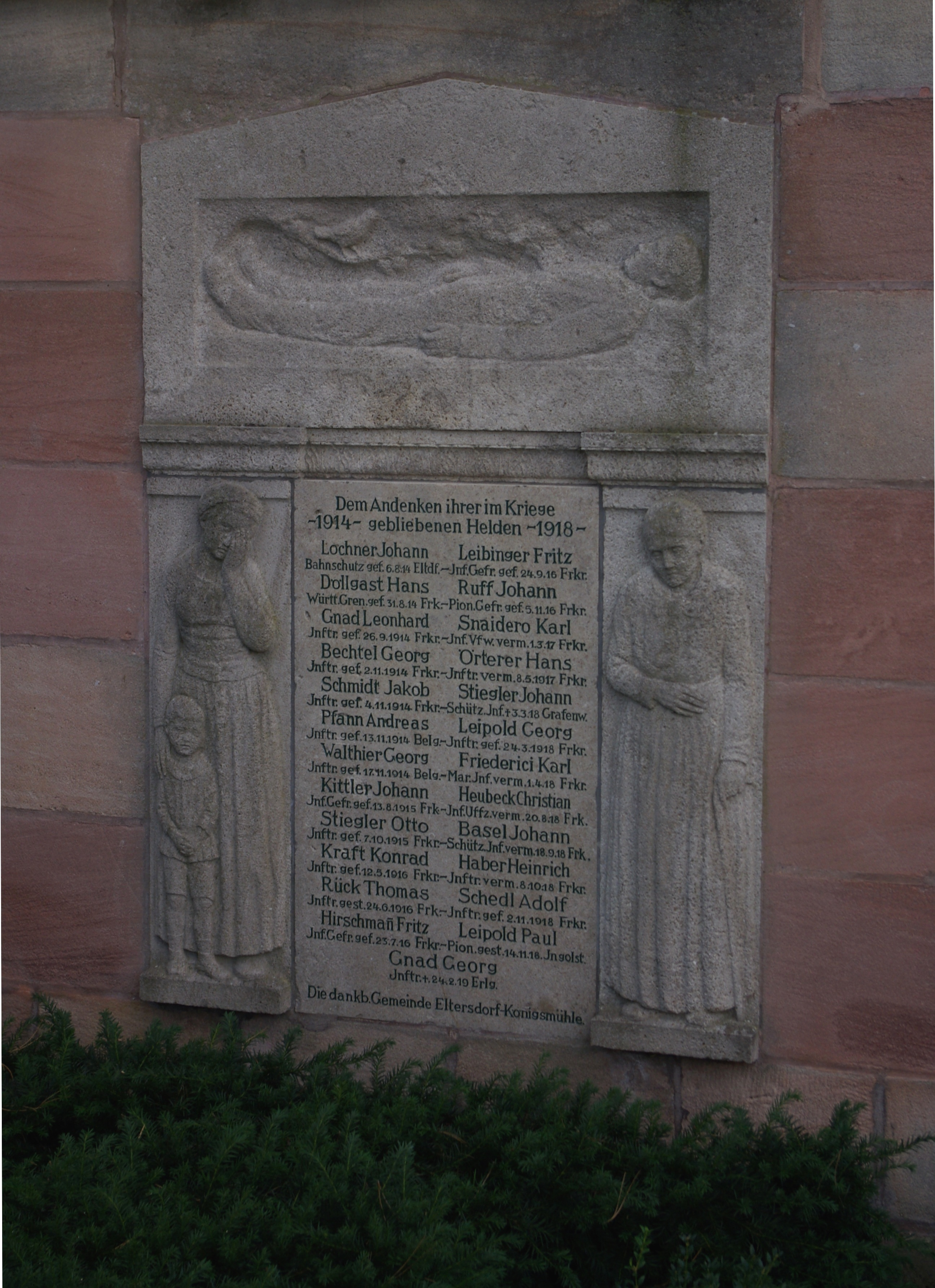
Kriegerdenkmal in Eltersdorf (1922)
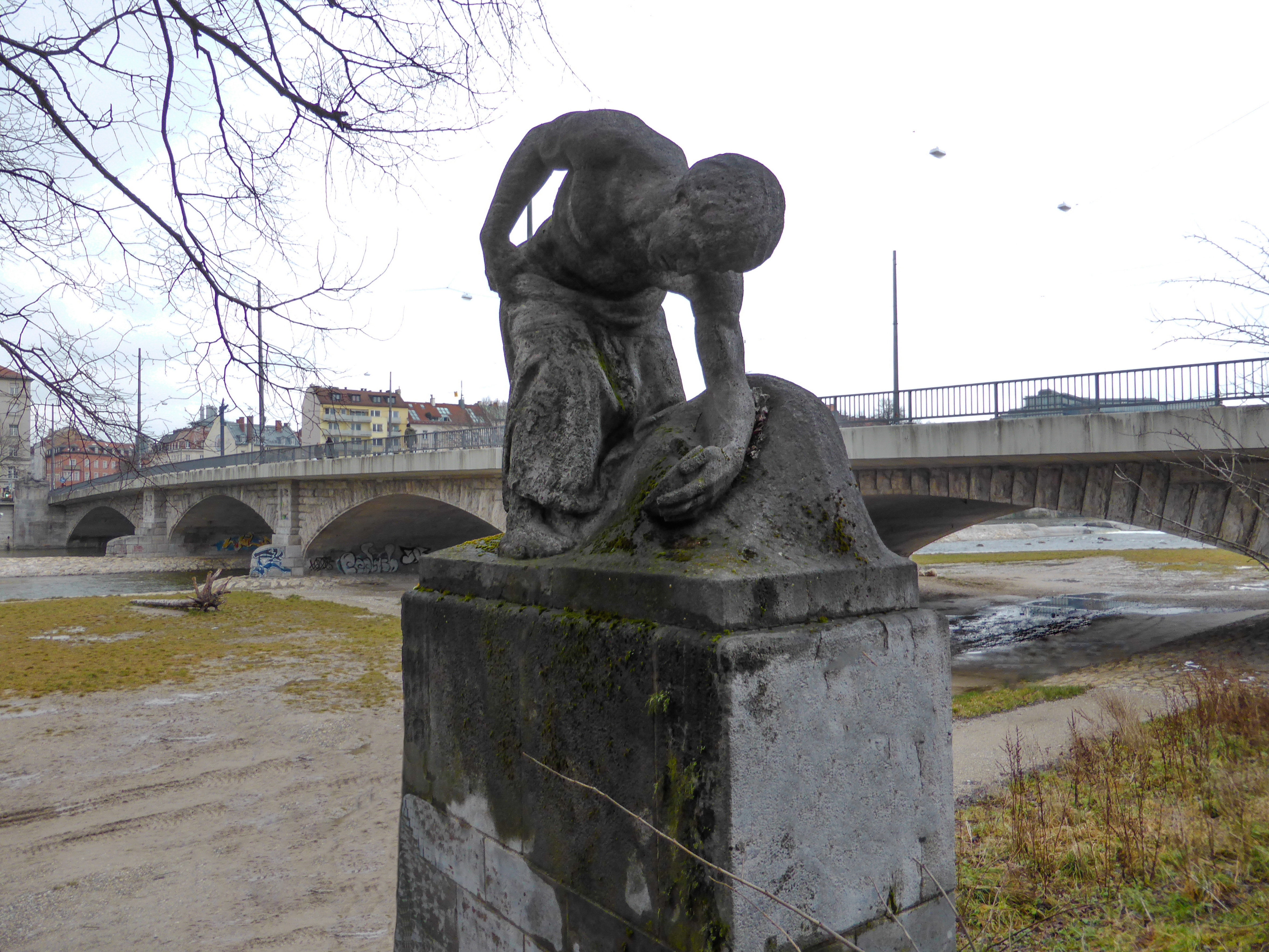
Wasserschöpfender Mann (Kalkstein) in den Frühlingsanlagen in München